# Penruddock
Koordinaten: 54° 37′ N, 2° 53′ W

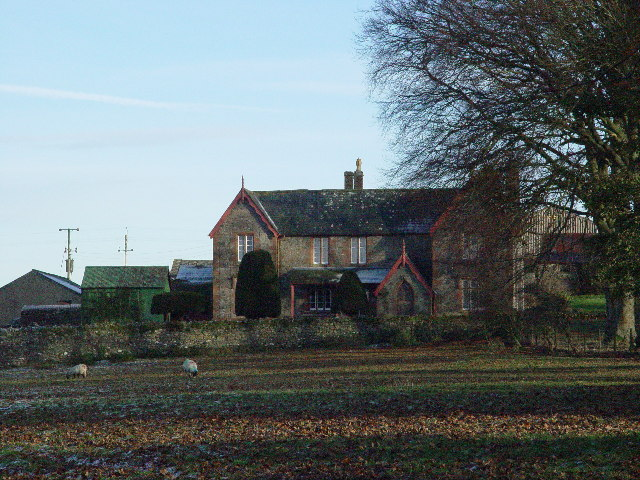
Penruddock Hall - geograph.org.uk - 81197

Penruddock ist ein Ort im Lake District im Nordwesten Englands.  Der Name des Ortes soll sich aus der cumbrischen Sprache ableiten lassen.  Pen bedeutet im Cumbrischen Berg und rhudd rot. Die Landschaft östlich von Penruddock wird auch heute noch als Redhills bezeichnet. Der Ort selbst liegt allerdings auf einem an vielen Stellen sichtbaren grauen Kalkstein. Penruddock hatte eine Haltestelle der Cockermouth, Keswick and Penrith Railway.